# Just Dance 2017
Just Dance 2017 là một trò chơi nhịp điệu được phát triển và phát hành bởi Ubisoft. Nó được công bố vào ngày 13 tháng 6 năm 2016, trong cuộc họp báo E3 2016 và được phát hành vào ngày 25 tháng 10 năm 2016 cho PlayStation 3, PlayStation 4, Xbox 360, Xbox One, Wii và Wii U. Ubisoft cũng tuyên bố rằng sê-ri sẽ lần đầu tiên được phát hành trên Microsoft Windows thông qua Uplay và Steam, cũng như Nintendo Switch.

## Cách chơi
Như các phần trước, người chơi phải bắt chước các động tác của một vũ công trên màn hình với một bài hát đã chọn, ghi điểm dựa trên độ chính xác của họ. Phiên bản cũng giới thiệu thang điểm mới - Superstar khi người chơi đạt trên 11000 điểm. Về thiết bị, trò chơi hỗ trợ chơi bằng các thiết bị đi kèm với hệ máy như tay cầm hoặc camera hoặc sử dụng ứng dụng Just Dance Controller trên điện thoại thông minh. Một chế độ mới -"Just Dance Machine"đã được thêm vào trên các phiên bản console thế hệ thứ tám và PC, trong đó, người chơi phải nhảy theo các điệu nhảy trên những nền nhạc thuộc nhiều nền văn hóa khác nhau để nạp đủ năng lượng cho đĩa bay người ngoài hành tinh.
Ubisoft đã xác nhận rằng các tính năng Co-op, Dance Quest, Sweat (chế độ Thể dục), Just Dance TV và World Dance Floor sẽ được giữ lại trong Just Dance 2017, cũng như dịch vụ Just Dance Unlimited cho các hệ máy console thứ tám và PC. Phiên bản cập nhật thêm tính năng tạo danh sách phát riêng và công cụ tìm kiếm bài hát, nghệ sĩ theo tên. Bên cạnh việc thay thế chiếc điều khiển, ứng dụng Just Dance Controller của trò chơi cũng được cập nhật với các tính năng chỉnh sửa ảnh và video Autodance trong Just Dance TV.
Ubisoft đã dừng các dịch vụ trực tuyến của phiên bản trên Wii, PS3 và Xbox 360 vào ngày 19 tháng 11 năm 2018.

## Danh sách bài hát
Những bài hát sau có mặt trong Just Dance 2017:
| Tên bài hát                                                                                                   | Nghệ sĩ                                                        | Năm  |
| --- | -------------------------------------------------------------- | ---- |
| "All About Us"                                                                                                | Jordan Fisher                                                  | 2016 |
| "Bailar" | Deorro và Elvis Crespo                                         | 2016 |
| "Bang" | Anitta                                                         | 2015 |
| "Bonbon" | Era Istrefi                                                    | 2015 |
| "Cake by the Ocean"                                                                                           | DNCE                                                           | 2015 |
| "Can't Feel My Face"                                                                                          | The Weeknd                                                     | 2015 |
| "Carnaval Boom"                                                                                               | Latino Sunset                                                  | 2016 |
| "Cheap Thrills"                                                                                               | Sia và Sean Paul                                               | 2016 |
| "Chiwawa"(JD2016) (độc quyền cho Nintendo Switch/miễn phí trong Just Dance Unlimited với những nền tảng khác) | Wanko Ni Mero Mero                                             | 2015 |
| "Cola Song"                                                                                                   | INNA và J Balvin                                               | 2014 |
| "Daddy" | PSY và CL của 2NE1                                             | 2016 |
| "Don't Stop Me Now"                                                                                           | Queen                                                          | 1979 |
| "Don't Wanna Know"                                                                                            | Maroon 5                                                       | 2016 |
| "Dragostea Din Tei"                                                                                           | O-Zone                                                         | 2003 |
| "Drop The Mambo"(từ Just Dance 2016) (Mở khóa qua UPlay)                                                      | Diva Carmina                                                   | 2015 |
| "El Tiki" | Maluma                                                         | 2015 |
| "Ghost In the Keys"                                                                                           | Halloween Thrills                                              | 2016 |
| "Groove" | Jack & Jack                                                    | 2014 |
| "Hips Don't Lie"                                                                                              | Shakira và Wyclef Jean                                         | 2006 |
| "I Love Rock 'n Roll"                                                                                         | Fast Forward Highway (bản gốc bởi Joan Jett & The Blackhearts) | 1982 |
| "Into You" | Ariana Grande                                                  | 2016 |
| "Kool Kontact"(từ Just Dance 2016) (mở khóa qua UPlay)                                                        | Glorious Black Belts                                           | 2015 |
| "La Bicicleta"                                                                                                | Carlos Vives và Shakira                                        | 2016 |
| "Last Christmas"                                                                                              | Santa Clones (bản gốc bởi Wham!)                               | 1984 |
| "Lean On" | Major Lazer, MØ và DJ Snake                                    | 2015 |
| "Leg Song"(độc quyền trong bản tiếng Trung)                                                                   | LULU                                                           | 2016 |
| "Leila" | Cheb Salama                                                    | 2016 |
| "Like I Would"                                                                                                | Zayn                                                           | 2016 |
| "Little Swing"                                                                                                | AronChupa và Little Sis Nora                                   | 2016 |
| "Oishii Oishii"                                                                                               | Wanko Ni Mero Mero                                             | 2016 |
| "PoPiPo" | Hatsune Miku                                                   | 2007 |
| "Qia La Yong Yuan OK - Future Underworld Mix"(độc quyền trong bản tiếng Trung)                                | Alan Tam                                                       | 1990 |
| "RADICAL" | Dyro and Dannic                                                | 2014 |
| "Run The Night"                                                                                               | Gigi Rowe                                                      | 2016 |
| "Scream & Shout"                                                                                              | will.i.am và Britney Spears                                    | 2012 |
| "September"                                                                                                   | Equinox Stars (bản gốc bởi Earth, Wind & Fire)                 | 1978 |
| "Single Ladies (Put a Ring on It)"                                                                            | Beyoncé                                                        | 2008 |
| "Sorry" | Justin Bieber                                                  | 2015 |
| "Te Dominar"                                                                                                  | Daya Luz                                                       | 2016 |
| "Tico-Tico no Fubá"                                                                                           | The Frankie Bostello Orchestra (bản gốc bởi Zequinha de Abreu) | 1917 |
| "Titanium" | David Guetta và Sia                                            | 2011 |
| "Watch Me (Whip/Nae Nae)"                                                                                     | Silentó                                                        | 2015 |
| "What Is Love"                                                                                                | Ultraclub 90 (bản gốc bởi Haddaway)                            | 1993 |
| "Wherever I Go"                                                                                               | OneRepublic                                                    | 2016 |
| "William Tell Overture"(từ Just Dance 2016) (mở khóa qua UPlay)                                               | Rossini                                                        | 1829 |
| "Worth It" | Fifth Harmony và Kid Ink                                       | 2015 |

### Just Dance Unlimited
Just Dance Unlimited là dịch vụ cho thuê để truy cập thư viện nhạc trực tuyến với hơn 200 bài hát từ các phiên bản Just Dance trước và các bài độc quyền mới. Giống như Just Dance 2016, phiên bản"Gold Edition"của Just Dance 2017 cũng bao gồm 3 tháng chơi miễn phí Just Dance Unlimited cho người chơi. Tuy nhiên phiên bản thường dành cho khu vực PAL của trò chơi bao gồm sẵn 3 tháng Just Dance Unlimited. Dịch vụ này chỉ dành cho phiên bản của các hệ máy console thế hệ thứ tám, PC và Nintendo Switch và không có sẵn cho phiên bản tiếng Trung.
Các bài hát độc quyền trong Just Dance 2017 (Unlimited) bao gồm cả một số bài hát có thể chơi miễn phí tại một số quốc gia nhất định mà không yêu cầu người chơi đăng ký Just Dance Unlimited: 
| Tên bài hát                                            | Nghệ sĩ                         | Năm  | Ngày phát hành                                                                                |
| ------------------------------------------------------ | ------------------------------- | ---- | --------------------------------------------------------------------------------------------- |
| "Let Me Love You"                                      | DJ Snake và Justin Bieber       | 2016 | ngày 25 tháng 10 năm 2016                                                                     |
| "Youth"                                                | Troye Sivan                     | 2015 | ngày 25 tháng 10 năm 2016                                                                     |
| "Imya 505"(miễn phí tại Nga)                           | Vremya i Steklo                 | 2015 | ngày 25 tháng 10 năm 2016                                                                     |
| "Ona Tańczy Dla Mnie"(miễn phí tại Ba Lan)             | Weekend                         | 2012 | ngày 25 tháng 10 năm 2016                                                                     |
| "Je Sais Pas Danser"(miễn phí tại Pháp)                | Natoo                           | 2016 | ngày 25 tháng 10 năm 2016 (Pháp) ngày 23 tháng 2 năm 2017 (toàn cầu)                          |
| "The Greatest"                                         | Sia                             | 2016 | ngày 25 tháng 11 năm 2016                                                                     |
| "Juju on That Beat (TZ Anthem)"                        | Zay Hilfigerrr và Zayion McCall | 2016 | ngày 21 tháng 12 năm 2016                                                                     |
| "Chiwawa"(phiên bản Barbie) (miễn phí)                 | Wanko Ni Mero Mero              | 2015 | ngày 26 tháng 1 năm 2017                                                                      |
| "Don't Worry"                                          | Madcon và Ray Dalton            | 2015 | ngày 26 tháng 1 năm 2017                                                                      |
| "Me Too"                                               | Meghan Trainor                  | 2016 | ngày 23 tháng 2 năm 2017                                                                      |
| "How Deep Is Your Love"(miễn phí trên Nintendo Switch) | Calvin Harris và Disciples      | 2015 | ngày 3 tháng 3 năm 2017 (Nintendo Switch) ngày 22 tháng 6 năm 2017 (PC, Xbox One, Wii U, PS4) |
| "HandClap"                                             | Fitz and The Tantrums           | 2016 | ngày 23 tháng 3 năm 2017 (bản gốc) ngày 30 tháng 8 năm 2017 (bản VIPMADE)                     |
| "Don't Let Me Down"                                    | The Chainsmokers và Daya        | 2016 | ngày 20 tháng 4 năm 2017                                                                      |
| "Ain't My Fault"                                       | Zara Larsson                    | 2016 | ngày 30 tháng 5 năm 2017                                                                      |
| "Wake Me Up Before You Go-Go"(Phiên bản Emoji)         | Wham!                           | 1984 | ngày 20 tháng 7 năm 2017                                                                      |

Lưu ý: Các phiên bản Alternate (thay thế) trong Just Dance Unlimited đều với mục đích quảng bá như"Chiwawa"phiên bản Barbie nhằm quảng bá cho bộ phim Barbie: Hero Game Video và"Wake Me Up Before You Go-Go"phiên bản Emoji quảng bá cho bộ phim The Emoji Movie, trong phim có một cảnh xuất hiện ứng dụng Just Dance Now

## Đón nhận
Steve Hannley của Hardcore Gamer cho rằng mặc dù Ubisoft đã bất chấp dự đoán của ông rằng Just Dance Unlimited sẽ là "tương lai tươi sáng" cho sê-ri này thay vì bản chính. Chế độ Just Dance Machine bị coi là "vô nghĩa" bởi cách dẫn dắt của nó quá đơn giản. Hannley cũng khen ngợi danh sách nhạc của phiên bản có chất lượng hơn, bao gồm nhiều những bài hát hiện đại, cùng năm hơn, ít bài hát "tấu hài" và nổi bật là bản single "Run the Night" của nghệ sĩ Ubisoft - Gigi Rowe. Kết luận, Hannley tiếp tục cho rằng Ubisoft nên tập trung nhiều hơn vào những bài hát hiện đại mới nổi gần đây hơn là khiến người chơi phải chờ chúng trong các phiên bản tiếp theo, nhưng Just Dance 2017 rất may mắn khi có cho mình một sự cải tiến so với phiên bản tiền nhiệm.

### Giải thưởng
Trò chơi đã giành giải thưởng"Trò chơi video được yêu thích"tại Giải thưởng Lựa chọn của Trẻ em 2017, và được đề cử cho"Trò chơi xã hội / Gia đình hay nhất"tại Giải thưởng Titanium.